# 国道108号
国道108号（こくどう108ごう）は宮城県石巻市から大崎市を経由して、秋田県由利本荘市に至る一般国道である。

## 概要

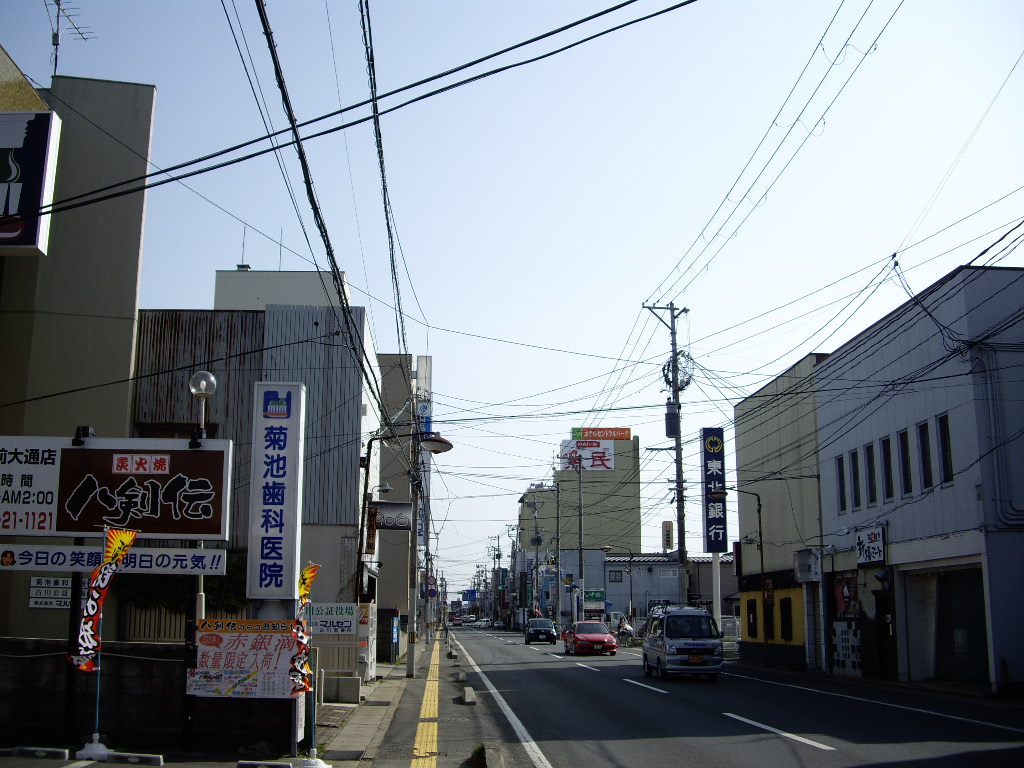
国道108号 宮城県大崎市内

### 路線データ
一般国道の路線を指定する政令に基づく起終点および重要な経過地は次のとおり。
- 起点：石巻市（丸井戸交差点 = 国道45号交点）
- 終点：本荘市[注釈 2]（水林交差点 = 国道7号交点、国道105号起点、国道107号・国道341号・国道398号終点）
- 重要な経過地：宮城県遠田郡涌谷町、古川市[注釈 3]、同県玉造郡岩出山町[注釈 3]、同郡鳴子町[注釈 3]、秋田県雄勝郡雄勝町[注釈 4]、同県由利郡矢島町[注釈 2]
- 総延長 : 195.5 km（宮城県 107.0 km、秋田県 88.5 km）重用延長を含む。[2][注釈 5]
- 重用延長 : 38.6 km（宮城県 32.6 km、秋田県 6.0 km）[2][注釈 5]
- 未供用延長 : なし[2][注釈 5]
- 実延長 : 156.8 km（宮城県 74.4 km、秋田県 82.4 km）[2][注釈 5]
  - 現道 : 146.1 km（宮城県 63.7 km、秋田県 82.4 km）[2][注釈 5]
  - 旧道 : 7.9 km（宮城県 7.9 km、秋田県 - km）[2][注釈 5]
  - 新道 : 2.8 km（宮城県 2.8 km、秋田県 - km）[2][注釈 5]
- 指定区間：石巻市蛇田字下中埣33番6 - 大崎市鳴子温泉字新屋敷18番8（起点から国道4号、国道47号と重複する区間）、湯沢市横堀字六郎川原68番49 - 同市上院内字釜ノ上14番1（国道13号と重複する区間）[3]

## 歴史
現行の道路法（昭和27年法律第180号）に基づく二級国道として初回指定された1953年（昭和28年）では、石巻酒田線として指定されていた。1963年（昭和38年）に古川市から酒田市の区間が一級国道47号への昇格に伴い、二級国道109号横手古川線を併せて新たに二級国道108号石巻横手線として指定された。

### 年表
- 1953年（昭和28年）5月18日 - 二級国道108号石巻酒田線（石巻市 - 古川市[注釈 3] - 山形県東田川郡新堀村[注釈 6]）として指定施行。

二級国道109号横手古川線（横手市 - 古川市）として指定施行。
- 1963年（昭和38年）4月1日 - 二級国道108号石巻横手線の一部（古川市[注釈 3] - 酒田市）を一級国道47号に昇格。残部を二級国道109号横手古川線と統合し、二級国道108号石巻横手線（石巻市 - 横手市）として指定施行。以降、国道109号は欠番となる。
- 1965年（昭和40年）4月1日 - 道路法改正により一級・二級区分が廃止されて一般国道108号として指定施行[1]。
- 1970年（昭和45年）4月1日 - 秋田県雄勝郡雄勝町[注釈 4]から終点側を横手市から本荘市[注釈 2]に変更し、一般国道108号（石巻市 - 本荘市[注釈 2]）として指定施行。
- 2007年（平成19年）2月17日 - 大崎市鳴子温泉で地滑りが発生し、現場付近で全面通行止めの措置がとられた。この間、大崎市が臨時シャトルバスを運行した。宮城県が現場付近に仮設道路を建設し、同年4月3日から通行可能となった。
- 2015年（平成27年）11月15日 - 花渕山バイパス（大崎市鳴子温泉古戸前 - 同市鳴子温泉鬼首柏木原間）が開通[4]。
- 2018年（平成30年）12月14日 - 由利本荘市の由利高原鉄道・黒沢踏切に踏切信号導入[5]。
- 2020年（令和2年）12月18日 - 矢ノ本バイパス（由利本荘市鳥海町下川内字矢ノ本）が開通[6]。

## 路線状況
高速道路を使わずに仙台市内から約2時間半で秋田県湯沢市に抜けられる利便性を持つ。そのため、高速道路の通る湯沢雄勝・横手地域の住民は秋田自動車道を使わず国道108号を使う傾向がある。背景には、1996年（平成8年）に、秋田宮城の県境の鬼首峠（かなりの隘路で冬季閉鎖）をほぼトンネルと橋梁で貫くバイパス鬼首道路が完成、大幅な時間短縮と通年通行が可能になったことがある。

### 通称
- 石巻別街道
- 羽後街道（出羽仙台街道）
- 矢島街道

### バイパス

小牛田バイパス地図

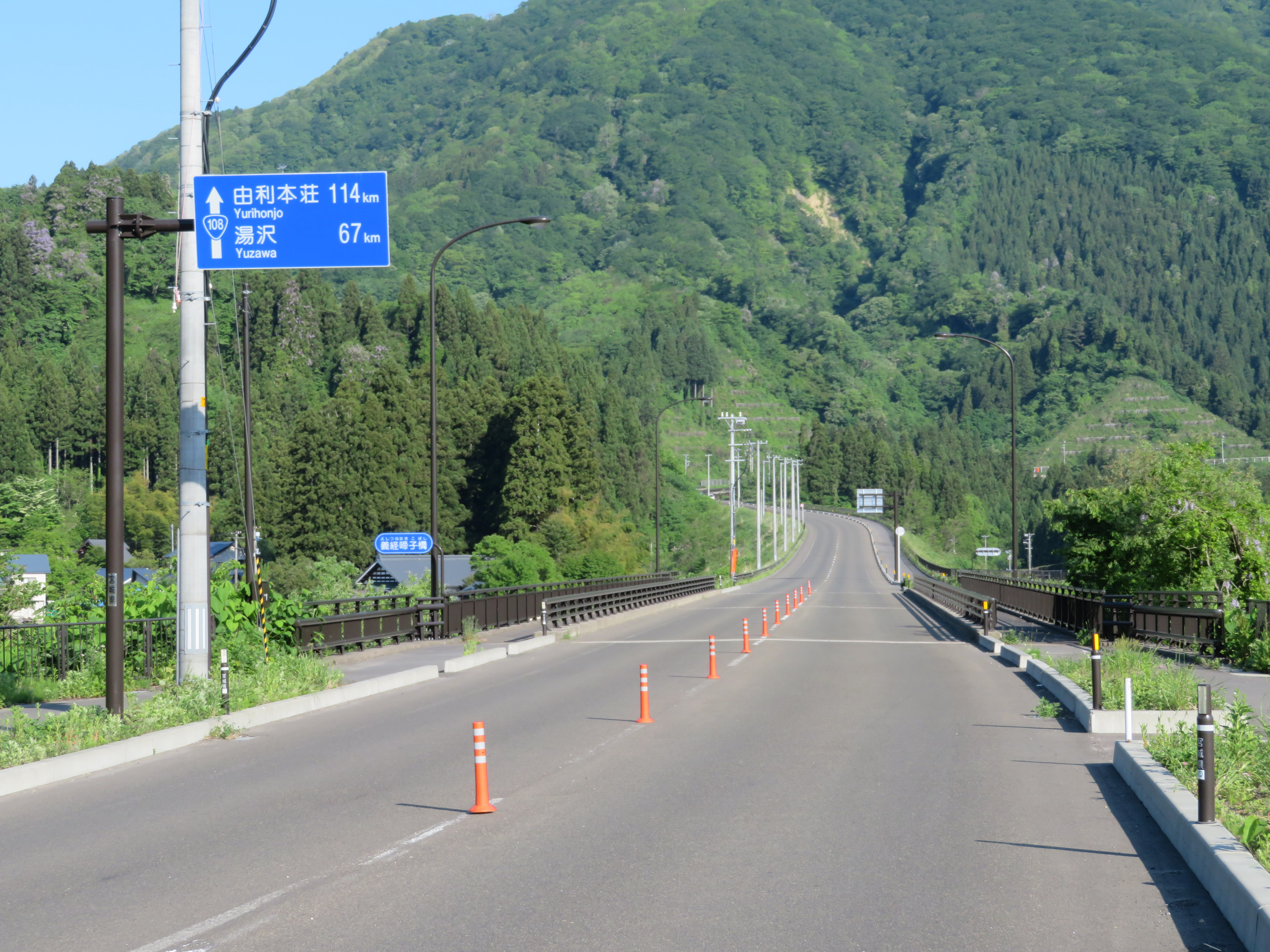
花渕山バイパス　宮城県大崎市鳴子温泉古戸前付近

涌谷バイパス
涌谷バイパス（わくやバイパス）は、宮城県遠田郡涌谷町に建設されたバイパス道路である。国道108号と国道346号の区間が連続し、一部は重複区間となっている。涌谷字黄金迫から字渋江までの国道346号と一部が国道108号で構成され、江合川をまたぐ新涌谷大橋を含む延長3.1 kmが1991年（平成3年）3月に供用を開始し、1992年（平成4年）11月に全線開通した。
小牛田バイパス
小牛田バイパス（こごたバイパス）は、宮城県遠田郡美里町南小牛田字谷地中から同町北浦字蛇沼に至る延長4.3 kmのバイパス道路である。2001年（平成13年）に暫定2車線として全線で供用を開始した。
当該区間は美里町小牛田地区（当時は小牛田町）の中心市街地にあたり、人家連担地区を通過していた。道路幅は狭く、屈曲点が複数あったために、特に大型自動車にとって通過の難所となっていた。そのために集落南方の田園地帯にバイパスを建設することとなった。そこで、建設省（当時）は直轄事業として1984年（昭和59年）に事業着手し、西側の2.6 kmは1996年（平成8年）8月に供用を開始したが、なおも屈曲点の通過を要した。残る東側の1.7 kmは1999年（平成11年）に工事着手し、新世紀・みやぎ国体に合わせて工事が急がれ、2001年（平成13年）8月29日の供用開始によって全線開通となった。これにより、同区間の通過所要時間は、開通前の7.8分から開通後のバイパス利用によって5.2分に短縮されたと事後評価している。
古川東バイパス
古川東バイパス（ふるかわひがしバイパス）は、宮城県大崎市で事業中のバイパス道路である。計画延長5.1 kmのうち現道と接続する2.3 km区間が2007年（平成19年）に工事着手した。
大崎市の中心である古川市街地で発生している慢性的な渋滞や交通事故の減少と多数を占める市街地東側から南側への通過交通の排除を目的として、市街地東側の大崎市古川鶴ヶ埣新江南で現道から分岐し、市街地南方を迂回して大崎市古川稲葉字土手内で国道4号と接続する計画として建設が進められている。計画自体は1979年（昭和54年）に都市計画決定されていたが、近隣で涌谷・小牛田両バイパス事業が実施されていたため、一定期間をおいての着手となった。バイパスの起点となる古川市街地東側は、美里町および涌谷町とを結ぶ主要な経路として利用されているが、相互を往来するにあたって新江合川に架かる橋が少ないことが指摘されていたこともあってか、同川に新江合川橋が架橋されることとなっている。ルートは大崎市古川鶴ヶ埣新江南市街地東側で現道から分岐し、すぐに土盛り高架区間となり陸羽東線と新江合川をまたいで大崎市旭地区までを結ぶ区間で、大崎市民病院前を通り加美町中新田地区方向へ直線で抜けるルートが確立し、新江合川を渡る区間の慢性的な渋滞は解消したが、逆に現時点での終点の旭地区から市道の国道4号に抜ける区間は信号が多く、また片側1車線のために時間帯によって渋滞が激しいので、こちらのバイパス経由で抜ける場合、根本的な渋滞解消にはなっていない。終点の大崎市古川稲葉字土手内地区は、去る2015年9月11日の集中豪雨で、鳴瀬川支流の渋井川が河川氾濫を起こし、国道4号が2日間通行止めとなり、嵩上げ工事が必要な個所となっている。もともと、国道4号は片側2車線化される時に大崎市内の元古川市と元三本木町との町境に架設している多田川橋からこちらの合流地点までは土盛り高架の嵩上げで道路が開通予定だったのが、国の道路に対する予算が不足したために、この計画が見送られた経緯があり、仮にこの工事が完成していたら水害での不通は回避されていた可能性がある。第1次開通区間として、国道108号（大崎市古川鶴ヶ埣新江南）から市道神田9号線（大崎市古川旭）までの延長約2.3km区間について2013年（平成25年）3月20日に暫定2車線で開通した。その先の大崎市古川馬寄から大崎市古川宮内までの延長約1.2km区間は2020年（令和2年）3月28日に開通。残りの大崎市古川宮内から大崎市古川稲葉字土手内までの延長約1.6km区間は2025年（令和7年）度に開通予定である。
花渕山バイパス
花渕山バイパス（はなぶちやまバイパス）は、宮城県大崎市の鳴子温泉市街地西方の鳴子温泉古戸前から鳴子ダム湖である荒雄湖中程の鳴子温泉鬼首柏木原に至る延長6.4 kmのバイパス道路である。当該区間は指定区間外であるため、当初は宮城県によって1988年（昭和63年）に事業着手されたが、2003年（平成15年）5月に発生した三陸南地震の際に地すべりが発見されて工事が中断していた。その後、2007年（平成19年）2月に発生した現道での地すべりによっておよそ1か月半にわたって寸断されたことから事業再開が地元から求められた結果、2008年（平成20年）に国の直轄権限代行事業に移行したうえで工事が再開された。そして2015年11月15日に全線開通した。
鬼首道路
鬼首道路（おにこうべどうろ）は、宮城県大崎市から秋田県湯沢市にかけて建設されたバイパス道路である。
松ノ木道路

前杉バイパス

### 重複区間

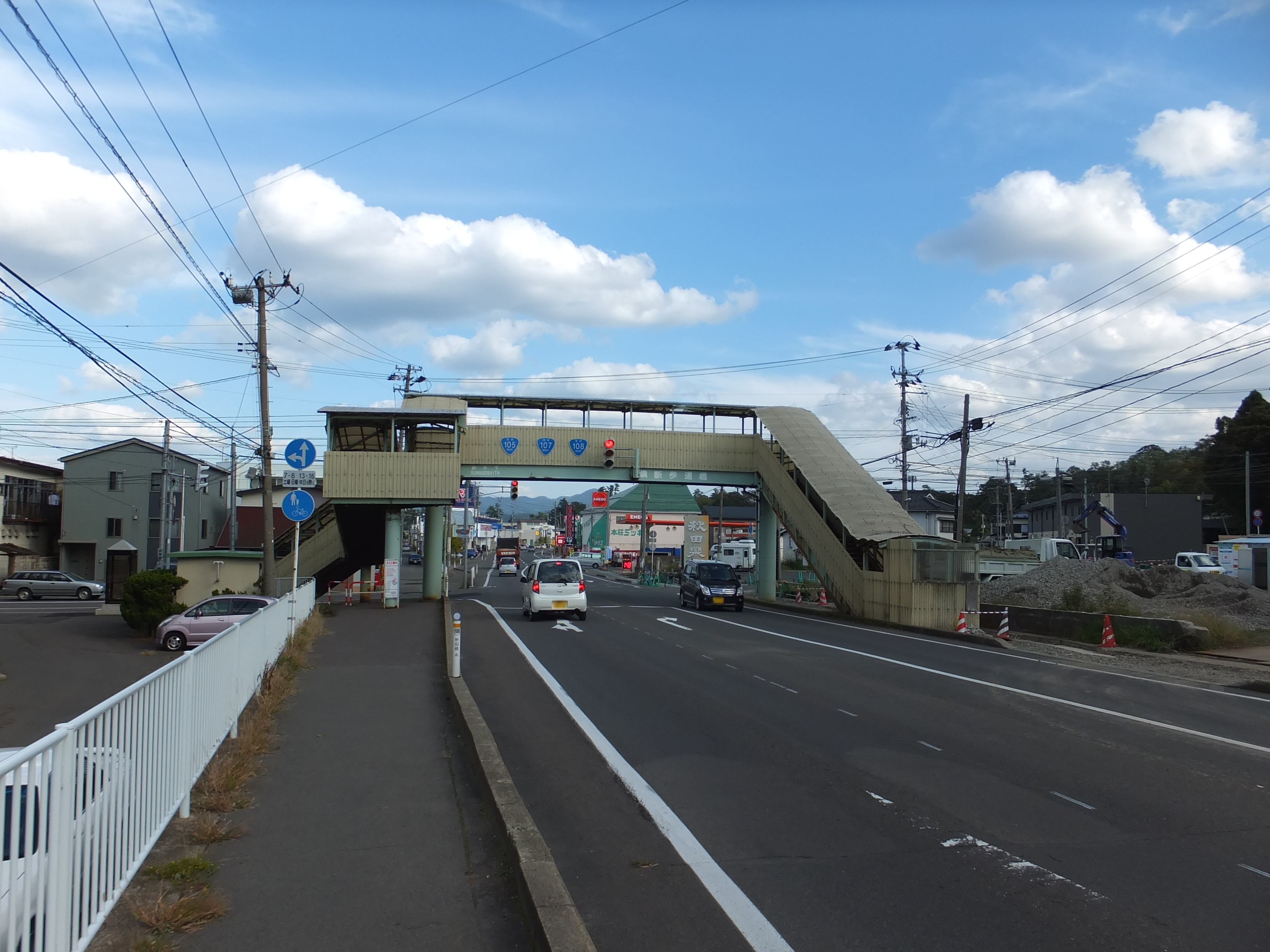
秋田県由利本荘市、国道105号、107号、108号砂子下交差点。同市水林交差点から二番堰交差点までの約2 kmは3本の国道の重複区間となっている。

- 国道346号（宮城県涌谷町砂田押同町下道）
- 国道47号（宮城県大崎市・上古川交差点 - 大崎市・新屋敷交差点）
- 国道457号（宮城県大崎市岩出山東川原町 - 大崎市岩出山池月）
- 国道13号（秋田県湯沢市横堀 -湯沢市上院内）
- 国道105号・国道107号・国道398号（秋田県由利本荘市出戸町 - 由利本荘市水林）

### 道路施設

#### 道の駅
- 宮城県
  - おおさき（宮城県大崎市）
  - あ・ら・伊達な道の駅（宮城県大崎市）
- 秋田県
  - 清水の里・鳥海郷（秋田県由利本荘市）

## 地理

### 通過する自治体
- 宮城県
  - 石巻市 - 遠田郡美里町 - 遠田郡涌谷町 - 遠田郡美里町 - 大崎市
- 秋田県
  - 湯沢市 - 由利本荘市

### 交差する道路
宮城県
- 国道45号（石巻市・丸井戸交差点）
- 石巻河南IC - 三陸沿岸道路
- 国道346号（遠田郡涌谷町砂田押）
- 国道346号（遠田郡涌谷町下道）
- 国道4号・国道47号（大崎市・上古川交差点）
- 古川IC - 東北自動車道
- 国道457号（大崎市岩出山東川原町）
- 国道457号（大崎市・池月交差点）
- 国道47号（大崎市・新屋敷交差点）

秋田県
- 国道13号（湯沢市・新万石橋交差点）
- 国道13号（湯沢市上院内）
- 国道105号・国道107号・国道398号（由利本荘市・二番堰交差点）
- 国道7号・国道341号（由利本荘市・水林交差点）

### 主な峠
- 鬼首峠（標高820 m）：宮城県大崎市 - 秋田県湯沢市
- 松ノ木峠（標高650 m）：秋田県湯沢市 - 秋田県由利本荘市